# Sphaerochthonius lipataensis
Sphaerochthonius lipataensis är en kvalsterart som beskrevs av Corpuz-Raros och García 2003. Sphaerochthonius lipataensis ingår i släktet Sphaerochthonius och familjen Sphaerochthoniidae. Inga underarter finns listade i Catalogue of Life.